# Пісні Володимира Івасюка співає Софія Ротару
Пісні Володимира Івасюка співає Софія Ротару — студійний альбом, який складається з пісень композитора Володимира Івасюка у виконанні Софії Ротару. Вийшов 1977 року на студії Мелодія. На думку деяких оглядачів, це найцілісніша платівка в дискографії співачки.
За цей альбом співачка отримала премію ЦК ВЛКСМ. Російська назва — София Ротару поёт песни Владимира Ивасюка.

## Історія альбому
Софія Ротару:
|  | Я щаслива, що допомогла Володі видати в Москві нашу спільну платівку, яка так і називалася Пісні Володимира Івасюка співає Софія Ротару. На той час, а ця платівка-гігант вийшла у 1978 році, я вже часто записувалася у Москві, співала пісні Євгена Мартинова. На фірмі "Мелодія" знала багатьох людей. Днями, до речі, знайшла у себе вдома цю платівку, дивлюся на неї — і згадую Володю… На обкладинці помістили його фото — такого блакитноокого красеня. На зворотному боці — моє фото. І автограф Володі для мене зі словами: 'Дорогій Соні, моїй любимій, на людське і творче щастя. Нехай наша творчість цвіте і не знає осені'. |

## Запис

Зворотнє оформлення конверту платівки

1977 року фірма «Мелодія» випустила платівку-гігант «Софія Ротару співає пісні Володимира Івасюка». Платівку записували 1974 року в Києві в Будинку звукозапису Українського радіо на студії «Дніпро». Як згадують учасники, працювали вночі, з першої до п'ятої, коли не заважав шум трамваю. Платівка друкувалася на Апрелівському заводі грамплатівок декількома накладами, за ціною 1.90 руб та 2.15 руб

## Трек-лист
Автор музики Володимир Івасюк. 
| Сторона 1 | Сторона 1              | Сторона 1        | Сторона 1  |
| #         | Назва                  | Автор слів       | Тривалість |
| --------- | ---------------------- | ---------------- | ---------- |
| 1.        | «Я — твоє крило»       | Роман Кудлик     | 2:41       |
| 2.        | «Балада про мальви»    | Богдан Гура      | 4:37       |
| 3.        | «Пісня буде поміж нас» | Володимир Івасюк | 3:15       |
| 4.        | «У долі своя весна»    | Юрій Рибчинський | 3:42       |
| 5.        | «Колиска вітру»        | Богдан Стельмах  | 2:04       |
| 6.        | «Нестримна течія»      | Богдан Стельмах  | 2:45       |

| Сторона 2 | Сторона 2             | Сторона 2                        | Сторона 2  |
| #         | Назва                 | Автор слів                       | Тривалість |
| --------- | --------------------- | -------------------------------- | ---------- |
| 7.        | «Лиш раз цвіте любов» | Богдан Стельмах                  | 2:59       |
| 8.        | «Кленовий вогонь»     | Юрій Рибчинський, Мирослав Воньо | 3:11       |
| 9.        | «Запроси у сни»       | Богдан Стельмах                  | 4:28       |
| 10.       | «Два перстені»        | Володимир Івасюк                 | 3:44       |
| 11.       | «Далина»              | Дмитро Павличко                  | 2:03       |
| 12.       | «Пісня про тебе»      | Ростислав Братунь                | 3:53       |

## Учасники запису
- Софія Ротару — вокал
- Естрадний оркестр українського телебачення і радіо, художній керівник Р. Бабич (1, 3, 5, 7-12).
- Естрадний оркестр під керівництвом Ф. Глущенка (2, 4, 6).